# Aiglun (Alpes-Maritimes)
Aiglun je vesnice v departementu Alpes-Maritimes, region Provence-Alpes-Côte d'Azur. Leží 33 kilometrů od Nice a 658 kilometrů od Paříže.

## Geografie
Sousední obce: Sigale, Le Mas, Collongues, Saint Pierre, Sallagriffon, La Rochette a Les Mujouls.

## Vývoj počtu obyvatel
Počet obyvatel

## Slavní obyvatelé města
- Fanny Robiane, herečka